# دوغلاس ألبرت مونرو
دوغلاس ألبرت مونرو (بالإنجليزية: Douglas Albert Munro)‏ هو عسكري أمريكي، ولد في 11 أكتوبر 1919 في فانكوفر في كندا، وتوفي في 27 سبتمبر 1942 في جوادالكانال في جزر سليمان.